# Poblado C-11 José María Morelos y Pavón
Poblado C-11 José María Morelos y Pavón är en ort i Mexiko.   Den ligger i kommunen Cárdenas och delstaten Tabasco, i den sydöstra delen av landet, 600 km öster om huvudstaden Mexico City. Poblado C-11 José María Morelos y Pavón ligger 10 meter över havet och antalet invånare är 2 547.
Terrängen runt Poblado C-11 José María Morelos y Pavón är mycket platt. Runt Poblado C-11 José María Morelos y Pavón är det ganska tätbefolkat, med 129 invånare per kvadratkilometer. Poblado C-11 José María Morelos y Pavón är det största samhället i trakten. Trakten runt Poblado C-11 José María Morelos y Pavón består till största delen av jordbruksmark.